# Реато (Падова)
Реато је насеље у Италији у округу Падова, региону Венето.
Према процени из 2011. у насељу је живело 56 становника. Насеље се налази на надморској висини од 27 м.